# Râul Luica
Râul Luica este un curs de apă, afluent al râului Argeș.